# 1933-as Tour de France
Az 1933-as Tour de France volt a 27. francia körverseny. 1933. június 27-e és július 23-a között rendezték. A francia csapat vezető versenyzője Charles Pélissier már a harmadik szakaszon feladta mert egy autó elütötte, ennek ellenére mégis a csapatversenyt Franciaország nyerte meg. Maurice Archambaud és Learco Guerra versenyzett az vezető helyért majd a 9 és a 10. szakaszon Georges Lemarie vette át a sárga trikót. A 12. szakasz után került Georges Speicher az élre szakaszgyőzelmével. A 21. szakaszon az első és a második helyezettek (le Gréves és Louyet) szabálytalanság miatt időbüntetést kaptak és így a szakaszgyőztes Jean Aerts lett. Ebben a idényben is a bónusz idők döntöttek a helyezéseken, Giuseppe Martano biztosan nyerte volna a versenyt, de bónusz nélkül csak harmadik lett. Georges Speicher nyerte meg a Tour de Francet a három szakaszgyőzelméért kapott hat perc bónusszal, a célba érkező 40 versenyző igen szoros 3 óra 57 perc 44 másodperces időkülönbséggel végzett.
A hegyekre elsőként felérő versenyzőket a Poulain Chocolat csokoládégyár által felajánlott díjért külön is értékelték, az első tíz helyezett 10, 9, 8, ..., 1 pontot kapott, Vincente Trueba spanyol egyéni induló lett itt a legjobb, bár egyetlen szakaszt sem nyert. A csokoládégyár színeit viselik a hegyi versenyeken vezető kerekesek, fehér alapon piros pöttyök.

## Szakaszok
| Szakasz | Időpont    | Végpontok                   | Jellege       | Hossz (km) | Szakaszgyőztes           | Összetett első           |
| ------- | ---------- | --------------------------- | ------------- | ---------- | ------------------------ | ------------------------ |
| 1       | június 27. | Párizs – Lille              | Sík szakasz   | 262        | Maurice Archambaud (FRA) | Maurice Archambaud (FRA) |
| 2       | június 28. | Lille – Charleville         | Sík szakasz   | 192        | Learco Guerra (ITA)      | Maurice Archambaud (FRA) |
| 3       | június 29. | Charleville – Metz          | Sík szakasz   | 166        | Alfons Schepers (BEL)    | Maurice Archambaud (FRA) |
| 4       | június 30. | Metz – Belfort              | Hegyi szakasz | 220        | Jean Aerts (BEL)         | Maurice Archambaud (FRA) |
| 5       | július 1.  | Belfort – Evian             | Hegyi szakasz | 293        | Léon Louyet (BEL)        | Maurice Archambaud (FRA) |
| 6       | július 3.  | Evian – Aix-les-Bains       | Hegyi szakasz | 207        | Learco Guerra (ITA)      | Maurice Archambaud (FRA) |
| 7       | július 4.  | Aix-les-Bains – Grenoble    | Hegyi szakasz | 229        | Learco Guerra (ITA)      | Maurice Archambaud (FRA) |
| 8       | július 5.  | Grenoble – Gap              | Hegyi szakasz | 102        | Georges Speicher (FRA)   | Maurice Archambaud (FRA) |
| 9       | július 6.  | Gap – Digne                 | Hegyi szakasz | 227        | Georges Speicher (FRA)   | Georges Lemarie (BEL)    |
| 10      | július 7.  | Digne – Nizza               | Sík szakasz   | 156        | Fernando Comez (FRA)     | Georges Lemarie (BEL)    |
| 11      | július 9.  | Nizza – Cannes              | Hegyi szakasz | 128        | Maurice Archambaud (FRA) | Maurice Archambaud (FRA) |
| 12      | július 10. | Cannes – Marseille          | Sík szakasz   | 208        | Georges Speicher (FRA)   | Georges Speicher (FRA)   |
| 13      | július 11. | Marseille – Montpellier     | Sík szakasz   | 168        | André Leducq (FRA)       | Georges Speicher (FRA)   |
| 14      | július 12. | Montpellier – Perpignan     | Sík szakasz   | 166        | André Leducq (FRA)       | Georges Speicher (FRA)   |
| 15      | július 14. | Perpignan – Aix-les-Thermes | Hegyi szakasz | 158        | Jean Aerts (BEL)         | Georges Speicher (FRA)   |
| 16      | július 15. | Aix-les-Thermes – Luchon    | Hegyi szakasz | 165        | Léon Louyet (BEL)        | Georges Speicher (FRA)   |
| 17      | július 16. | Luchon – Tarbes             | Hegyi szakasz | 91         | Jean Aerts (BEL)         | Georges Speicher (FRA)   |
| 18      | július 17. | Tarbes – Pau                | Hegyi szakasz | 185        | Learco Guerra (ITA)      | Georges Speicher (FRA)   |
| 19      | július 19. | Pau – Bordeaux              | Sík szakasz   | 233        | Jean Aerts (BEL)         | Georges Speicher (FRA)   |
| 20      | július 20. | Bordeaux – La Rochelle      | Sík szakasz   | 183        | Jean Aerts (BEL)         | Georges Speicher (FRA)   |
| 21      | július 21. | La Rochelle – Rennes        | Sík szakasz   | 266        | Jean Aerts (BEL)         | Georges Speicher (FRA)   |
| 22      | július 22. | Rennes – Caen               | Sík szakasz   | 169        | René Le Grevès (FRA)     | Georges Speicher (FRA)   |
| 23      | július 23. | Caen – Párizs               | Sík szakasz   | 222        | Learco Guerra (ITA)      | Georges Speicher (FRA)   |

## Végeredmény

### Egyéni verseny
|                        | Versenyző          | Csapat               | Idő             |
| ---------------------- | ------------------ | -------------------- | --------------- |
| 1                      | Georges Speicher   | Franciaország        | 147 óra 51' 37" |
| 2                      | Learco Guerra      | Olaszország          | +4' 01"         |
| 3                      | Giuseppe Martano   | Egyéni               | +5' 08"         |
| 4                      | Georges Lamarire   | Belgium              | +15' 45"        |
| 5                      | Maurice Archambaud | Franciaország        | +21' 22"        |
| 6                      | Vincente Trueba    | Egyéni               | +27' 27"        |
| 7                      | Léon Level         | Egyéni               | +35' 19"        |
| 8                      | Antonin Magne      | Belgium              | +36' 37"        |
| 9                      | Jean Aerts         | Franciaország        | +42' 53"        |
| 10                     | Kurt Stöpel        | Németország/Ausztria | +45' 28"        |
| 80 induló 40 célba érő |                    |                      |                 |

### Hegyek királya
|   | Versenyző        | Csapat           | Pont      |
| - | ---------------- | ---------------- | --------- |
| 1 | Vincente Trueba  | Egyéni versenyző | 134 (126) |
| 2 | Antonin Magne    | Franciaország    | 81 (78)   |
| 3 | Giuseppe Martano | Egyéni versenyző | 78 (75)   |

### Csapatverseny
|   | Csapat                | Idő             |
| - | --------------------- | --------------- |
| 1 | Franciaország         | 444 óra 32' 50" |
| 2 | Belgium               | +1 óra 20' 56"  |
| 3 | Németország/ Ausztria | +2 óra 40' 20"  |